# Marcus Atius Balbus
Marcus Atius Balbus (105 – 51 f.Kr.) var prætor i 62 f.Kr. Han var fætter til general Pompejus på sin mors side og svoger til diktatoren Julius Cæsar gennem sit ægteskab med Cæsars søster Julia den Yngre. Gennem sin datter, Atia, er han morfar til Augustus, den første romerske kejser.

## Tidlige liv
Balbus blev født og voksede op i Aricia i en magtfuld familie og var søn og arving efter den ældre Marcus Atius Balbus (148 – 87 f.Kr.). Hans mor var Pompeja, søster til konsul Gnaeus Pompejus Strabo, far til Pompejus Magnus, et medlem af det første triumvirat med Julius Cæsar og Marcus Licinius Crassus.
Familien til den ældre Balbus kom fra en romersk senatorisk familie med plebejerstatus fra Aricia (dagens Ariccia, Italien ). "Balbus" på latin betyder stammen.

## Karriere
Under Julius Cæsars konsulat i 59 f.Kr., blev Balbus sammen med Pompejus udnævnt til under en juliansk lov for at fordele godser i Campania blandt almuen. Cicero beretter, at Pompejus ville sige som en joke om Balbus, at han ikke var en person af nogen betydning.

## Personlige liv
Han ægtede Julia den Yngre, den yngste af de to ældre søstre til diktatoren Julius Cæsar. Julia fødte ham to eller flere døtre og muligvis en søn ved navn Marcus Atius Balbus. En af døtrene blev gift med med Gaius Octavius og blev mor til Octavia den Yngre (fjerde hustru til triumviren Marcus Antonius ) og til den første romerske kejser Augustus. En yngre datter giftede sig med Lucius Marcius Philippus og blev mor til Marcia.
En anden Atia, som var gift med en Gaius Junius Silanus, spekulerer Madvig og Syme at kunne have eksisteret. Denne Atia kan have været et barnebarn af Balbus og Julia gennem deres søn og hans ægteskab med en fra Claudia-slægten.

## Død
Balbus døde i 51 f.Kr.